# Relaciones Belice-Brasil
Las relaciones Belice-Brasil son las relaciones internacionales entre Belice y Guatemala. Belice tiene una embajada en Brasilia, mientras que Brasil tiene una en Belmopán.